# Făget
Făget (en húngaro: Facsád) es una ciudad con estatus de oraș de Rumania en el distrito de Timiș. Su nombre significa literalmente "bosque de haya" en rumano.
El pueblo está situado en el centro de una zona  etno folklórica, en el lado noroeste de las montañas Poiana Rusca y en la carretera nacional DN68, los tramos de carreteras de Ilia de Lugoj y el CFR 212 línea de ferrocarril pasan muy cerca.

## Geografía
Se encuentra a una altitud de 153 m s. n. m. a 463 km de la capital, Bucarest.
En el lado norte de Faget es visible el Bega. Alrededor de la ciudad hay todavía signos de una fortificación medieval que data de 1548 . Făget también tiene en exhibición bustos de Eftimie Murgu, Victor Feneşiu y el pionero de la aviación Traian Vuia.

## Demografía
Según estimación 2012 contaba con una población de 7 761 habitantes.
| 1948 | 1956 | 1966 | 1977 | 1992 | 2002  | 2012  |
| s/d  | s/d  | s/d  | s/d  | s/d  | 7 213 | 7 761 |